# Phạm Xuân Hòa
Phạm Xuân Hòa (1913–1957), bí danh Thủy, là một nhà cách mạng Việt Nam, nguyên Bí thư Tỉnh ủy Quảng Ngãi.

## Cuộc đời
Phạm Xuân Hòa sinh ngày 2 tháng 12 năm 1913 ở thôn Thủy Thạch, huyện Đức Phổ, nay thuộc xã Phổ Cường, thị xã Đức Phổ, tỉnh Quảng Ngãi. Năm 1930, ông bắt đầu tham gia phong trào cách mạng của Đảng Cộng sản Đông Dương. Năm 1931, ông được kết nạp vào Đảng.
Tháng 3 năm 1933, tại Hội nghị khôi phục Tỉnh ủy ở thôn Thủy Thạch, Bí thư Huyện ủy Đức Phổ Phạm Quy được cử làm Bí thư Tỉnh ủy lâm thời Quảng Ngãi, Phạm Xuân Hòa đảm nhận vai trò Bí thư Huyện ủy Đức Phổ. Năm 1934, Tỉnh ủy bị vỡ, nhiều Đảng viên trong đó có Bí thư Tỉnh ủy Phạm Quy bị thực dân Pháp bắt giữ. Ban Chấp hành Tỉnh ủy được củng cố lại do Phạm Xuân Hòa lãnh đạo, tiếp tục thực hiện các nhiệm vụ được đặt ra trước đó.
Đầu năm 1934, đại biểu năm tỉnh Quảng Nam, Quảng Ngãi, Bình Định, Phú Yên, Khánh Hòa được triệu tập trong một cuộc họp ở Hà Trung (Sơn Tịnh), bầu ra Ban địa phương Chấp ủy Trung Trung Kỳ do Phạm Xuân Hòa làm Bí thư. Tỉnh ủy Quảng Ngãi trở thành trung tâm kết nối phong trào đấu tranh miền Trung. Ngày 23 tháng 4 năm 1935, căn cứ chỉ đạo của Ban Thường vụ Trung ương Đảng, dưới sự chỉ đạo của Thường vụ Xứ ủy Tống Văn Trân, Hội nghị đại biểu năm tỉnh được tổ chức trên một chiếc thuyền trên sông Trà Câu (Cửa biển Mỹ Á, Đức Phổ), bầu ra Ban Cán sự Trung Nam trực thuộc Xứ ủy Trung Kỳ, do Bí thư Phạm Xuân Hòa lãnh đạo.
Trong quá trình chuẩn bị cho cuộc đấu tranh mới nhân kỷ niệm ngày Quốc tế Lao động, Bí thư Tỉnh ủy Phạm Xuân Hòa bị chính quyền Pháp bắt giữ. Tháng 7, ông bị đưa ra xét xử vì tội "Tái tổ Đảng Cộng sản Đông Dương", nhận án 20 năm khổ sai và đi đày ở nhà tù Lao Bảo (Quảng Trị). Trong tù, ông vẫn tiếp tục đấu tranh nên lại bị đày lên nhà đày Buôn Ma Thuột (Đắk Lắk).
Năm 1945, Cách mạng Tháng Tám thành công, ông trở về Quảng Ngãi. Tháng 6 năm 1946, tại Đại hội đại biểu Đảng bộ tỉnh Quảng Ngãi lần thứ hai, ông được bầu vào Ban Chấp hành Đảng bộ tỉnh. Tháng 6 năm 1951, Bí thư Tỉnh ủy Trần Văn An được điều về Liên khu V, ông tiếp nhận vị trí Bí thư. Cuối tháng 3 năm 1952, tại Đại hội đại biểu lần thứ tư, ông được bầu làm Bí thư Tỉnh ủy chính thức.
Năm 1954, ông ở lại miền Nam, giữ chức vụ Quyền Bí thư Tỉnh ủy Quảng Ngãi, lãnh đạo củng cố tổ chức Đảng, chống lại các vụ khủng bố, phá hoại của chính quyền Ngô Đình Diệm, xây dựng căn cứ ở núi Sầu Đâu. Năm 1955, Nguyễn Quang Lâm được Liên khu ủy V chỉ định làm Bí thư Tỉnh ủy, ông làm Phó Bí thư. Tháng 4 năm 1957, Tỉnh ủy tổ chức cuộc họp quan trong ở núi Giàng (Nguyễn Nghiêm, Đức Phổ), trên đường đi qua thôn Lâm An (Phổ Minh, Đức Phổ), ông bị đối phương phát hiện và tổ chức vây bắt. Ông tử trận bởi vết thương nặng do trúng đạn.

## Vinh danh
- Huân chương Hồ Chí Minh[16]
- Danh hiệu Anh hùng Lực lượng vũ trang nhân dân (2008)[18]

Năm 2012, công trình "Nhà lưu niệm đồng chí Phạm Xuân Hòa" tại quê nhà ở thôn Thủy Thạch, xã Phổ Cường. Năm 2013, công trình được Ủy ban nhân dân tỉnh Quảng Ngãi công nhận là Di tích lịch sử - cách mạng.
Tên của ông được đặt cho một con đường ở thị trấn Sông Vệ (Tư Nghĩa), thị xã Đức Phổ và thành phố Quảng Ngãi.